# Automa a stati finiti non deterministico

Esempio di ASFND

Nella teoria del calcolo, un automa a stati finiti non deterministico (ASFND, in inglese nondeterministic finite automaton, NFA) è una macchina a stati finiti dove per ogni coppia stato-simbolo in input possono esservi più stati di destinazione.
Al contrario degli automi a stati finiti deterministici, gli NFA possono cambiare stato indipendentemente dal simbolo letto, tramite epsilon-transizioni. Gli automi che presentano questo tipo di transizioni sono anche detti ε-NFA.

## Definizione formale
Un automa a stati finiti non deterministico è una quintupla {\displaystyle {\mathcal {A}}=\left\langle \Sigma ,S,\delta ,s_{0},F\right\rangle } con:
- {\displaystyle \Sigma =\{a_{0},a_{1},\ldots ,a_{n}\}} insieme finito di simboli chiamato alfabeto
- {\displaystyle S=\{s_{0},s_{1},\ldots ,s_{m}\}} insieme finito di stati
- {\displaystyle \delta :S\times \Sigma \to P(S)} funzione di transizione, dove {\displaystyle P(S)} è l'insieme delle parti di S
- {\displaystyle s_{0}\in S} stato iniziale
- {\displaystyle F\subseteq S} insieme di stati finali

Dato un NFA {\displaystyle {\mathcal {A}}=\left\langle \Sigma ,S,\delta ,s_{0},F\right\rangle } ed una stringa {\displaystyle w\in \Sigma ^{*}}, A accetta la stringa {\displaystyle w=x_{1}x_{2}\cdots x_{n}} con {\displaystyle x_{i}\in \Sigma } se esiste una sequenza di stati {\displaystyle R=\left\{r_{0},r_{1},\cdots ,r_{n}\right\}} tale che:
1. {\displaystyle r_{0}=s_{0}}
2. {\displaystyle \delta (r_{i},x_{i})\in R}
3. {\displaystyle \delta (r_{i},x_{n})\cap F\neq \emptyset }

La macchina parte dallo stato iniziale e legge una stringa. Attraverso la relazione di transizione {\displaystyle \delta } si determina lo stato o gli stati di destinazione in base allo stato corrente ed al simbolo letto. Se dopo aver letto l'ultimo simbolo la macchina si trova in almeno uno degli stati appartenenti ad F, la macchina accetta la stringa, altrimenti la rifiuta. L'insieme di tutte le stringhe accettate dall'automa a stati finiti non deterministico è il linguaggio accettato dall'automa.
Il linguaggio accettato dagli automi a stati finiti non deterministico è un linguaggio regolare.

## Equivalenza tra automa non deterministico e deterministico
Per ogni automa a stati finiti non deterministico è possibile costruire un automa a stati finiti deterministico in grado di riconoscere lo stesso linguaggio utilizzando la costruzione dei sottoinsiemi.

## Automa a stati finiti non deterministico con epsilon-transizioni
È possibile definire una variante degli automi a stati finiti non deterministici che permetta transizioni di stato spontanee, ossia transizioni su stringa vuota {\displaystyle \varepsilon }. Per tali automi è sufficiente ridefinire la funzione di transizione come:
{\displaystyle \delta \left(S\times \left(\Sigma \cup \left\{\varepsilon \right\}\right)\right)\rightarrow {\mathcal {P}}\left(S\right)}.

### Funzione di chiusura suε{\displaystyle \varepsilon }
La funzione di chiusura su {\displaystyle \varepsilon } {\displaystyle \varepsilon -closure\left(\cdot \right)} si definisce induttivamente.

Base: {\displaystyle q\in \varepsilon -closure\left(q\right)}.

Ipotesi induttiva: {\displaystyle p\in \varepsilon -closure\left(q\right)}.

Passo induttivo: {\displaystyle \delta \left(p,\varepsilon \right)=\left\{r_{1},...,r_{n}\right\}\subseteq \varepsilon -closure\left(q\right)}.

### Funzione di transizione estesa
La funzione di transizione estesa {\displaystyle {\hat {\delta }}\left(\cdot \right)} va ridefinita in termini di {\displaystyle \varepsilon -closure} come segue:

Base: {\displaystyle {\hat {\delta }}\left(q,\varepsilon \right)=\varepsilon -closure\left(q\right)}.

Ipotesi induttiva: {\displaystyle {\hat {\delta }}\left(q,z\right)=\left\{p_{1},...,p_{k}\right\}}.

Passo induttivo: {\displaystyle \omega =za\wedge \bigcup _{i=1}^{k}\delta \left(p_{i},a\right)=\left\{r_{1},...,r_{m}\right\}\Rightarrow {\hat {\delta }}\left(q,\omega \right)=\bigcup _{i=1}^{m}\varepsilon -closure\left(r_{i}\right)}.

## Esempio
Il seguente esempio mostra un automa a stati finiti non deterministico {\displaystyle A}, sull'alfabeto binario, in grado di determinare se la stringa in input contiene un numero pari di zero o di uno.
{\displaystyle {\mathcal {A}}=\left\langle \Sigma ,S,\delta ,s_{0},F\right\rangle } dove
- {\displaystyle \Sigma =\left\{0,1\right\}}
- {\displaystyle S=\left\{S_{0},S_{1},S_{2},S_{3},S_{4}\right\}}
- {\displaystyle s_{0}=S_{0}}
- {\displaystyle F=\left\{S_{1},S_{3}\right\}}
- La funzione di transizione {\displaystyle \delta } è definita dalla seguente tabella di transizione:

|                       | 0                                    | 1                                    | {\displaystyle \varepsilon }               |
| --------------------- | ------------------------------------ | ------------------------------------ | ------------------------------------------ |
| {\displaystyle S_{0}} | {\displaystyle \emptyset }           | {\displaystyle \emptyset }           | {\displaystyle \left\{S_{1},S_{3}\right\}} |
| {\displaystyle S_{1}} | {\displaystyle \left\{S_{2}\right\}} | {\displaystyle \left\{S_{1}\right\}} | {\displaystyle \emptyset }                 |
| {\displaystyle S_{2}} | {\displaystyle \left\{S_{1}\right\}} | {\displaystyle \left\{S_{2}\right\}} | {\displaystyle \emptyset }                 |
| {\displaystyle S_{3}} | {\displaystyle \left\{S_{3}\right\}} | {\displaystyle \left\{S_{4}\right\}} | {\displaystyle \emptyset }                 |
| {\displaystyle S_{4}} | {\displaystyle \left\{S_{4}\right\}} | {\displaystyle \left\{S_{3}\right\}} | {\displaystyle \emptyset }                 |

Automa a stati finiti dell'esempio

È inoltre importante far notare che {\displaystyle A} può essere ricavato dall'unione di due automi a stati finiti deterministici i cui stati sono rispettivamente {\displaystyle \left\{S_{1},S_{2}\right\}} e {\displaystyle \left\{S_{3},S_{4}\right\}}. Il linguaggio regolare riconosciuto dall'automa è inoltre esprimibile tramite l'espressione regolare
{\displaystyle (1^{*}(01^{*}01^{*})^{*})+(0^{*}(10^{*}10^{*})^{*})}